# Barnstable
Barnstable of Town of Barnstable is een stad (city) in Massachusetts, Verenigde Staten. Barnstable is de hoofdplaats van Barnstable County. In 2019 had de plaats een inwonersaantal van 44.477.
De gemeente Barnstable bestaat uit zeven dorpen (één ervan met de naam Barnstable). De grootste plaats is Hyannis. Hier bevindt zich de luchthaven.

## Geboren
- James Otis (1725-1783), staatsman
- Mercy Otis Warren (1728-1814), dichter, toneelschrijver en pamfletschrijver
- Skipp Sudduth (1956), acteur